# 全民動員

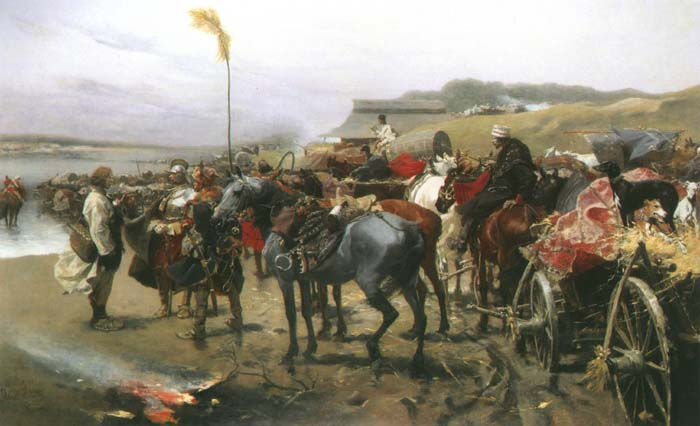
1880年波蘭畫家約瑟夫·布蘭德描繪全民動員時，軍隊渡過淺灘的畫面

全民動員（法語：levée en masse）是指對國內所有男性或部分具有資格的男性進行武裝號召。在傭兵或徵兵等職業軍人制度前，全民動員為中世紀歐洲及世界其他地區普遍的宣戰方式。動員對象須自備武器與裝備，並有專門條文詳細規範。由於動員對象所擁有的戰鬥經驗不同，每次動員的戰鬥價值及訓練程度，皆有極大的差異。